# 鈴木智博
鈴木 智博（すずき ともひろ、1974年 - ）は、日本の社会企業家。京都府木津川市出身、京田辺市在住。有限会社ベルウッドクリエイツ代表取締役。京都本社、東京スカイツリータウン・ソラマチ店、市ヶ谷事務所。

## 概要
- WEBデザイン会社起業後、2005年戦国魂を設立。太秦戦国祭りのエグゼクティブプロデューサー。墨絵師御歌頭をプロデュース。
- 戦国BASARA3の歴史監修や戦国IXAの監修、ものづくりや地域活性化の講演など。
- 2012年より東京スカイツリータウン・ソラマチに店舗『戦国魂天正記』をオープン。
- 大坂の陣400年事業として、大坂ノ陣合戦祭り、天王寺真田幸村博、北条早雲公顕彰五百年などをプロデュース。

## 主な経歴
2000年 - ベルウッドコンテンツ創業。
2004年 - 関西IT百撰優秀企業賞受賞。総務省IT活用企業百選に認定。
2005年 - 戦国魂プロジェクト設立。
2007年 - 太秦戦国祭りをプロデュース。
2009年 - 東京都渋谷区に戦国魂代官山天正記を開店。
2010年 - 東京江戸博物館にて戦国魂ライブを実施。
2010年 - 戦国BASARA3を歴史監修。
2011年 - 東京江戸博物館にて戦国魂ライブ2011を実施。
2012年 - 戦国魂天正記を東京ソラマチに開店。
2013年 - 歴史アワード長浜大会プロデューサー。
2014年 - NEXCO西日本『戦国武将スタンプラリー』企画。
2014年 - 大坂の陣400年『天王寺真田幸村博』企画（全4回）
2014年 - 浜松歴史絵巻『七夕夏祭り』プロデュース。
2014年 - 大坂の陣400年『大坂ノ陣合戦祭り』プロデュース。
2015年 - 戦国武将ウィークin東京ソラマチ「GO!北条」プロデュース。
2015年 - 戦国武将ウィークin東京ソラマチ「三日月に願う夢∞戦国の麒麟児山中鹿介」プロデュース。
2015年 - 大坂ノ陣合戦祭りプロデュース。
2016年 - 上田真田三代十勇記プロデュース(全6回）
2016年 - 大山崎天下取り決戦祭りプロデュース
2016年 - 大丸真田幸村名宝展プロデュース
2016年 - METETS三成展米原会場～My Ballad Mitsunari 愛すべき正義感三成展～　プロデュース
2016年 - NHK大河ドラマ「真田丸」－大坂城パブリックビューイング企画展運営
2017年 - 墨絵師御歌頭6ヶ国公演
2017年 - お城EXPOエンタメステージプロデュース
2018年 - 北条早雲公顕彰五百年２年間プロデュース
2019年 - 関ヶ原合戦祭企画
2022年 - 豊国忌
2023年 - 大河ドラマ「どうする家康」京田辺市主催イベント企画

### 講演、制作等
- 大垣共立銀行　まちづくり講演

- 伊丹陸上自衛隊36普通科連隊の新ロゴマーク採用デザイン監修

- 映画『のぼうの城』にみる～「三成の戦」（滋賀県彦根市）
- 講演『信長が模倣したことおこし～時空を超えて甦る 雑賀衆～』
- 『ニコニコ超会議』戦国IXAステージ
- ＪＴＢ西日本「楽洛キャンパス2011」	講演「戦国武将と戦国美」
- 秋葉原UDX・SEGA様『戦国大戦』戦国カンファレンス

### コラボレーション
- 映画「火天の城」プロモーション
- サークルKサンクス「サントリー・ザ・プレミアムモルツノベルティ」6月、11月
- おやつカンパニー「戦国拉麺」
- victorinox「戦国墨絵コレクション」2010年、2020年
- カプコン「戦国BASARA」×「戦国魂」2007年、2020年
- 御城プロジェクト：RE　～CASTLE DEFENSE～

## 監修
- 2007年 - 戦国BASARA3（歴史監修）
- 2008年 - ケータイ国盗り合戦『戦国夏の100名城攻略』（歴史監修）
- 2011年 - 戦国IXA（歴史監修）現在まで